# استفانو آمادیو
استفانو آمادیو (انگلیسی: Stefano Amadio؛ زادهٔ ۵ ژانویهٔ ۱۹۸۹) بازیکن فوتبال است.